# 拉贾斯坦邦
拉贾斯坦邦（羅馬化：Rajasthan），印度西北部的邦，是印度面积最大的邦，首府为斋浦尔。其西北部和巴基斯坦的旁遮普省和信德省接壤，另外与印度旁遮普邦、哈里亚纳邦、北方邦、中央邦、古吉拉特邦相邻。境内有广阔荒凉的塔尔沙漠。
拉贾斯坦地区在远古时代是吠陀文明和印度河流域文明的分布区域。进入中世以后，拉贾斯坦各地都由拉杰普特人统治，拉杰普特诸国扮演着抵抗穆斯林入侵的前线角色。7世纪至11世纪，瞿折罗-普腊蒂哈腊王朝统治印度西北部，势力范围一度涵盖整个北印度，并且抵挡住了阿拉伯人的侵略。11世纪至18世纪，梅瓦尔国等拉杰普特政权又和穆斯林王朝连年交战，亦以顽强抵抗莫卧儿帝国而闻名。拉杰普特诸王在英国殖民时期多以土邦王公的身份延续其统治，这些拉杰普特土邦在印度独立后过渡为今日的拉贾斯坦邦。
拉贾斯坦邦的经济以农业和牧业为主，也是印度的采石业、矿业、手工艺产业大邦。近年来，可再生能源产业发展较快，建有印度规模最大的光伏电站园区——巴德拉太阳能园区。同时，拉贾斯坦邦也是印度西部的交通枢纽，处在孟买-德里工业走廊规划范围内。其境内的王公宫殿、堡垒和沙漠景观，以及丰富多彩的本地文化，也吸引了大量游客造访，令旅游业成为该邦一大收入来源。

## 名称
“拉贾斯坦”意为“君王之地”，该词最早见于公元625年的石刻，而最早出现在出版物上是在1829年，用该词来称呼印度中西部拉杰普特人统治的地区。
在1949年正式定名为“拉贾斯坦”之前，该地的旧称是“拉杰普塔纳”（英語：Rajputana），即拉杰普特人之地。该词出现于印度中世纪，指阿拉瓦利嶺以西的地区，于1832年成为英属印度拉杰普塔纳局的名称。

## 历史
拉贾斯坦邦在远古时代是吠陀文明和印度河流域文明的分布区域，赫努曼格尔县的卡利班甘曾是印度河文明的地区重镇。考古学方面，在本迪县和皮尔瓦拉县发掘出距今5000年至20万年的石器时代工具；在乌代浦尔县发掘有公元前3000年至1500年的巴拉塔尔遗址（Balathal），和哈拉帕文明同期。
吠陀文明的摩差国据信大致和近代斋浦尔土邦的疆域相仿，其都城位于维拉特纳加尔（毗罗吒城），名称就源自其开国君主毗罗吒。《摩诃婆罗多》所述的俱卢之战中，毗罗吒王同般度族结盟作战。
公元前2世纪至公元4世纪，印度-斯基泰人迁入定居，建立贵霜帝国、西薩特拉普王朝等政权，统治印度西北部地区。后来又在4世纪由笈多王朝将之击退并取代之。

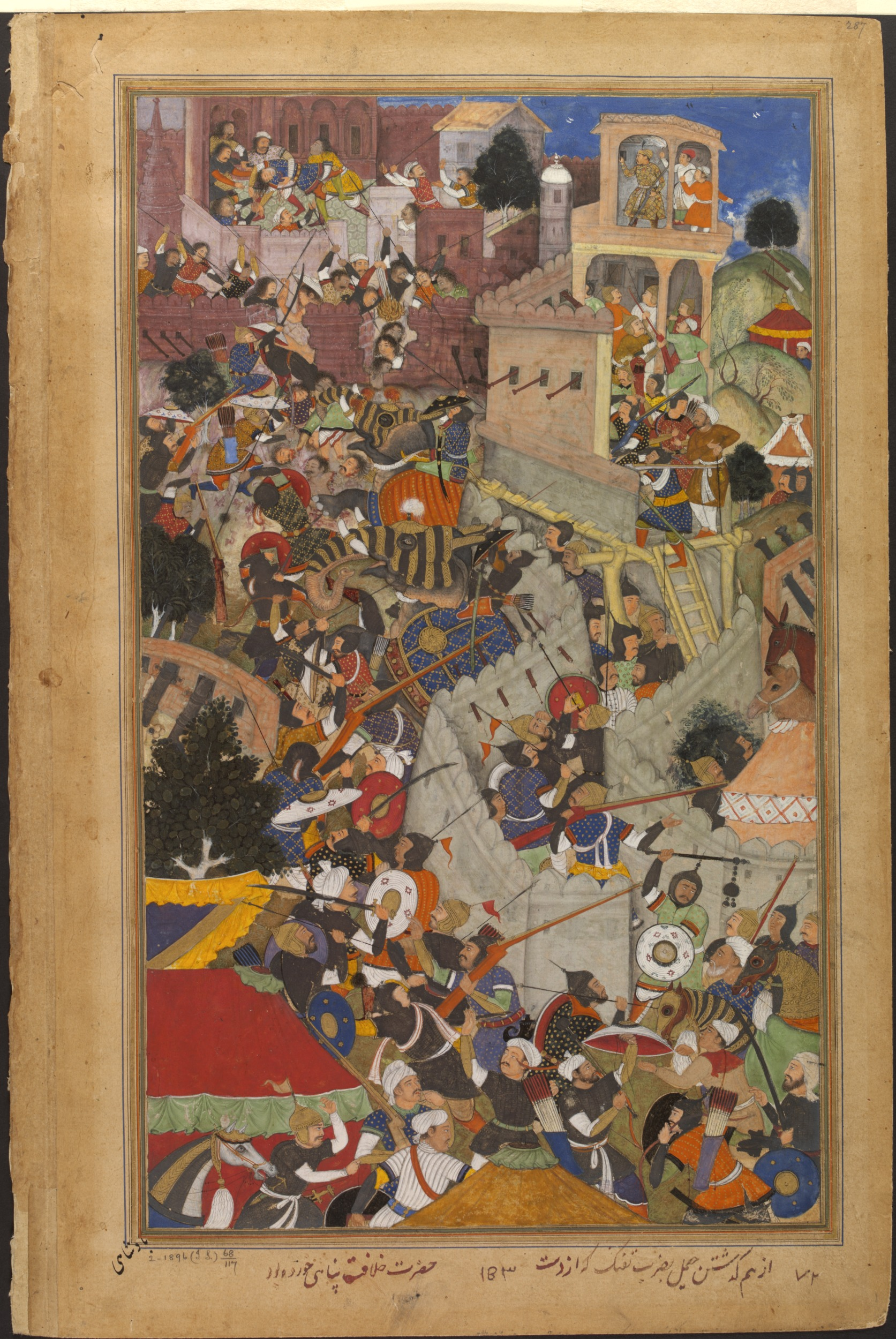
展现莫卧儿帝国军队与拉杰普特人作战场面的绘画，阿克巴以火绳枪射杀拉杰普特将军

进入中世以后，拉贾斯坦各地都由拉杰普特群体统治，拉杰普特诸国扮演着抵抗穆斯林的前线角色。公元7世纪至11世纪，瞿折罗-普腊蒂哈腊王朝统治印度西北部，势力范围一度涵盖整个北印度，都城在根瑙杰。瞿折罗-普腊蒂哈腊王朝在8世纪至11世纪抵挡住阿拉伯人的侵略，将阿拉伯人的东扩终止在信德地区之外。
12世纪晚期，古尔王朝意图取道拉贾斯坦南部入侵印度。1178年，古吉拉特王国君主穆拉雅加二世领导拉杰普特人联军大败古尔王朝军队。1191年，乔汉王朝的普里色毗羅闍三世又率领拉杰普特人联军击退古尔王朝军队，但又在次年遭挫败，使得拉贾斯坦部分地区落入穆斯林王朝之手。穆斯林势力以纳高尔和阿傑梅爾为中心。13世纪初，以梅瓦尔国为地区强权。梅瓦尔国的君主称拉纳（Rana），数世纪来常年率领拉杰普特人联军抵抗圖格魯克王朝、摩臘婆蘇丹國、古吉拉特苏丹国、洛迪王朝等穆斯林王朝入侵。16世纪，又有马尔瓦尔国兴起，和莫卧儿帝国连年交战，而互有胜负。
莫卧儿皇帝阿克巴在位时，经多年征战，拉杰普特人大部都已归顺，承认莫卧儿的宗主权，仅余下梅瓦尔和马尔瓦尔拒不结盟。为此，阿克巴率军入侵梅瓦尔国，大获全胜，在奇陶爾，更是有两万至两万五千名平民丧命。梅瓦尔王马哈拉纳·普拉塔普誓为奇陶爾之耻复仇，终其一生和莫卧儿军队作战，收复了大部分失地。后世的印度人也奉他为孤军奋战、英勇无畏的传奇英雄。马哈拉纳·普拉塔普逝世后，贾汉吉尔仍不断对梅瓦尔用兵，最终由赫拉姆太子（后来的沙贾汉皇帝）在1615年率军征服梅瓦尔。皇帝巴哈杜爾·沙一世在位时，安贝尔、梅瓦尔、马尔瓦尔三国结盟，反抗莫卧儿帝国，远在德干高原的巴哈杜尔·沙一世难以应付，只得求和停战。
18世纪，拉贾斯坦东部兴起贾特人政权，反抗莫卧儿的统治，婆罗多布尔国的君王苏拉杰·马尔在1763年攻克阿格拉，还将泰姬陵的两扇银质大门拆卸熔化。到18世纪晚期，莫卧儿帝国日渐衰落，又有马拉塔人入主拉贾斯坦。马拉塔人最终又在1818年遭英国击败。马拉塔人对拉杰普特人课重税，同时后者又早已疲于战事，于是在19世纪初，拉杰普特诸王公均与英国东印度公司签订条约，承认英国宗主权，成为自治的土邦。英国人成立拉杰普塔纳局管理这些拉杰普特土邦，总督代理驻阿布山；另设阿杰梅尔-梅瓦尔省，直属于英属印度当局。
1949年3月30日，拉贾斯坦邦正式成立，其前身即英属拉杰普塔纳局所管理的各个拉杰普特土邦。阿杰梅尔-梅瓦尔省改制为阿杰梅尔邦，1956年邦界重划后并入拉贾斯坦邦。同时，原孟买邦和中印度邦部分地区划入拉贾斯坦邦，拉贾斯坦邦成为印度面积第一大邦。原土邦王公都获得丰厚的私金报酬及各项特权。1970年，印度英迪拉·甘地政府取缔私金制度。虽有不少王公沿用摩诃罗阇头衔，且仍持有不菲的私产，但已无任何权力。许多王公将其宫殿改为酒店盈利，亦有王公步入政界。

## 地理

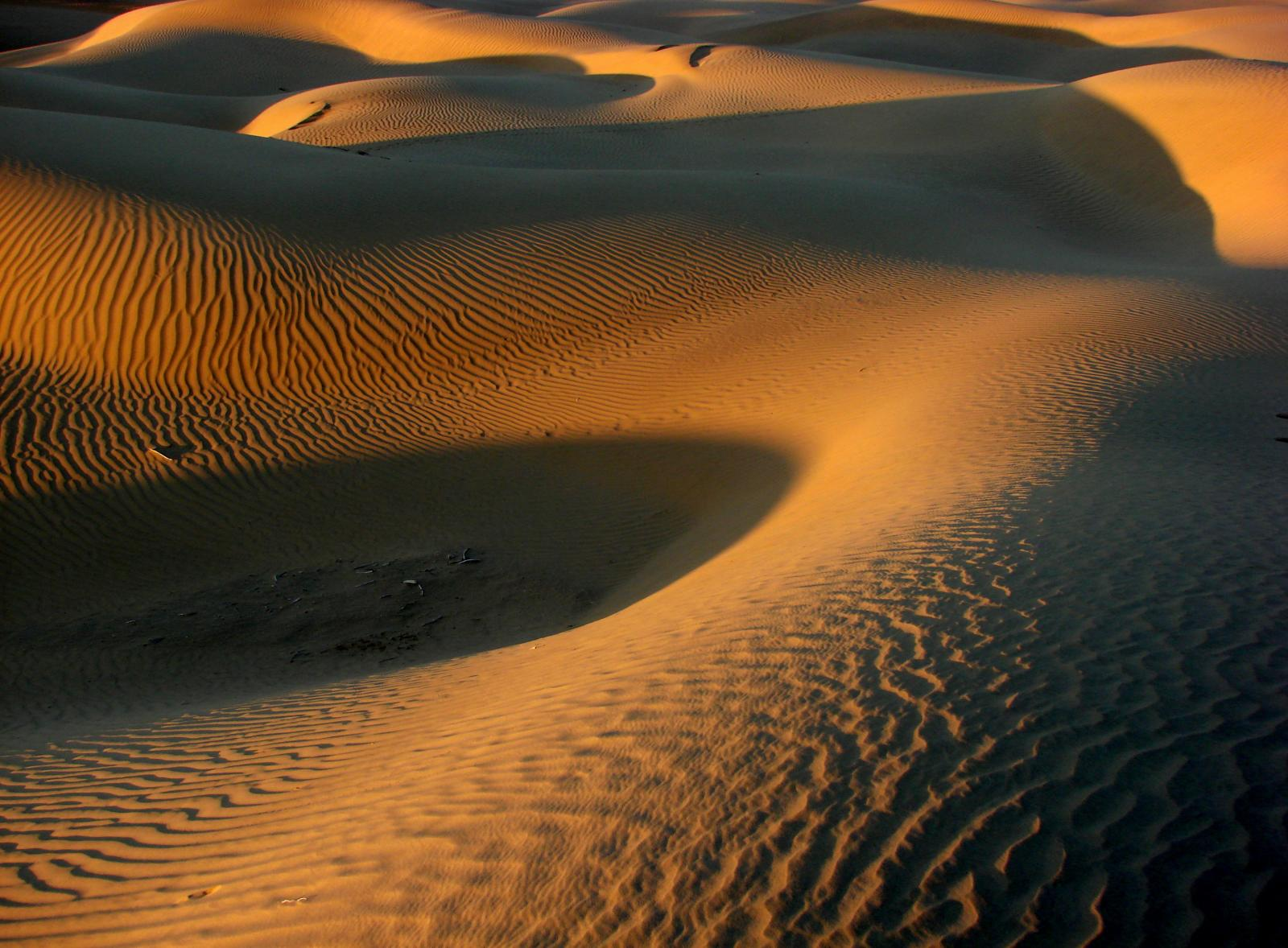
塔尔沙漠，摄于杰伊瑟尔梅尔一带

拉贾斯坦邦的西北部是广袤荒凉的塔尔沙漠，阿拉瓦利嶺以西南至东北走向几乎贯穿全境，全长850公里，其西北占全邦面积的五分之三，以沙漠为主，惟靠近山区处的地区较宜居；东南占五分之二，海拔较高（在100米至350米），地形多样，科塔縣至本迪一带有台地地貌。台地区东北方地形崎岖，为昌巴爾河流域。南部有梅瓦尔丘陵和瓦加德丘陵。阿拉瓦利岭西南端有阿布山，由西巴纳斯河将之隔开。最北方地势平坦，东北部婆罗多布尔县为冲积平原。
拉贾斯坦邦的气候以沙漠气候和半干旱气候为主，夏冬常有极端气温。5月和6月最为炎热，多数地区的气温常高达40至45摄氏度。7月至9月为季风季，降水量适中。阿拉瓦利岭由于和季风方向平行，故不会完全阻挡携带雨水的季风，而是在其西北侧山脚形成雨影区域。南端的瓦加德地区和阿布山一带最为湿润。
拉贾斯坦邦也以其多样的国家公园和野生动物保护区闻名，有四处国家公园和野生动物保护区：凱奧拉德奧國家公園、萨里斯卡野生动物禁猎区、沙漠国家公园、兰塔姆博尔国家公园。沙漠国家公园位于杰伊瑟尔梅尔，占地面积达3162平方公里，是鸟类天堂，有雕、鷂、隼、鹫、沙鸡、蜂虎、百灵、伯劳、蓑羽鹤、翎頜鴇等鸟类栖息，濒危的南亞鴇也生活在这里。此外还有印度瞪羚、耳廓狐、孟加拉狐、亞洲野貓、伊朗狼、刺尾飛蜥、巨蜥、鋸鱗蝰、山蝰、青環蛇等哺乳和爬行动物。兰塔姆博尔国家公园位于瑟瓦伊马托布尔近郊，是著名的老虎栖息地。

## 政治
拉贾斯坦邦实行代議民主制和議會制，同印度各邦一致。居民有普遍选举权。邦长为宪政首长，由印度总统任命。邦长是礼仪性的邦元首，任期五年，而首席部长和内阁负责日常行政工作。立法机关为邦立法院，为一院制，共200个议席，议员任期五年。由议员选出议长和副议长主持议会，每届议会任期五年，亦有提前解散的情形。行政机关为部长会议，由首席部长领导，由邦长任命立法院优势党派的党魁为首席部长，邦部长会议由邦长参照首席部长建议任命。邦首席秘书带领秘书处协助部长会议工作，首席秘书亦是政府的行政首长。司法机关为拉贾斯坦邦高等法院，位于焦特布尔。
拉贾斯坦邦在印度人民院有25席，在印度有联邦院10席。
党派方面，以印度人民党和印度国民大会党两党竞争为主。

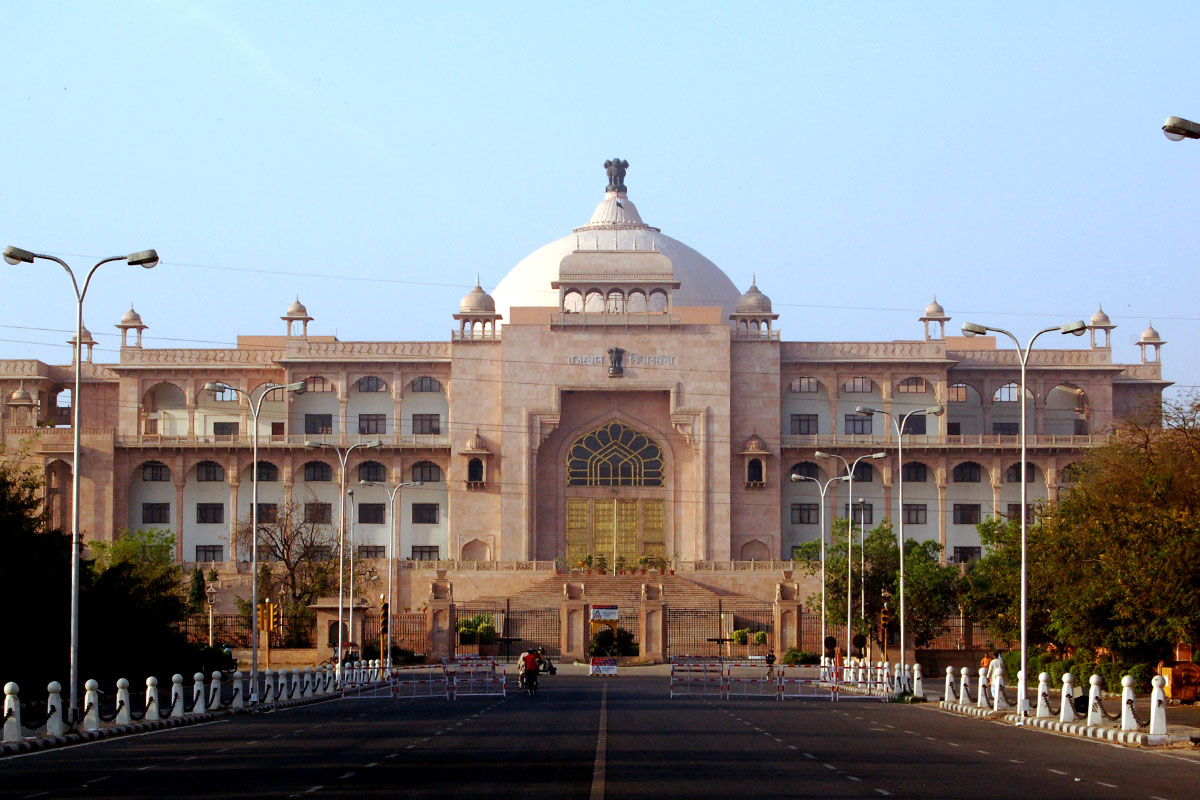
拉贾斯坦邦立法院（英语：Rajasthan Legislative Assembly）
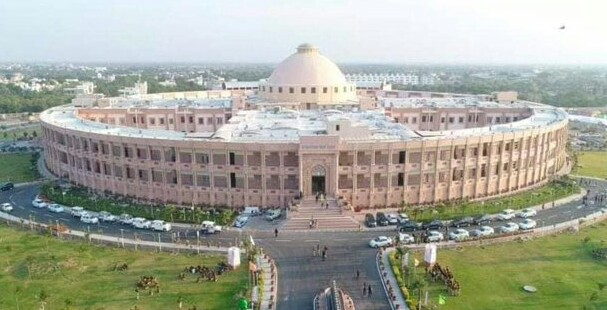
拉贾斯坦邦高等法院（英语：Rajasthan High Court）

### 行政区划

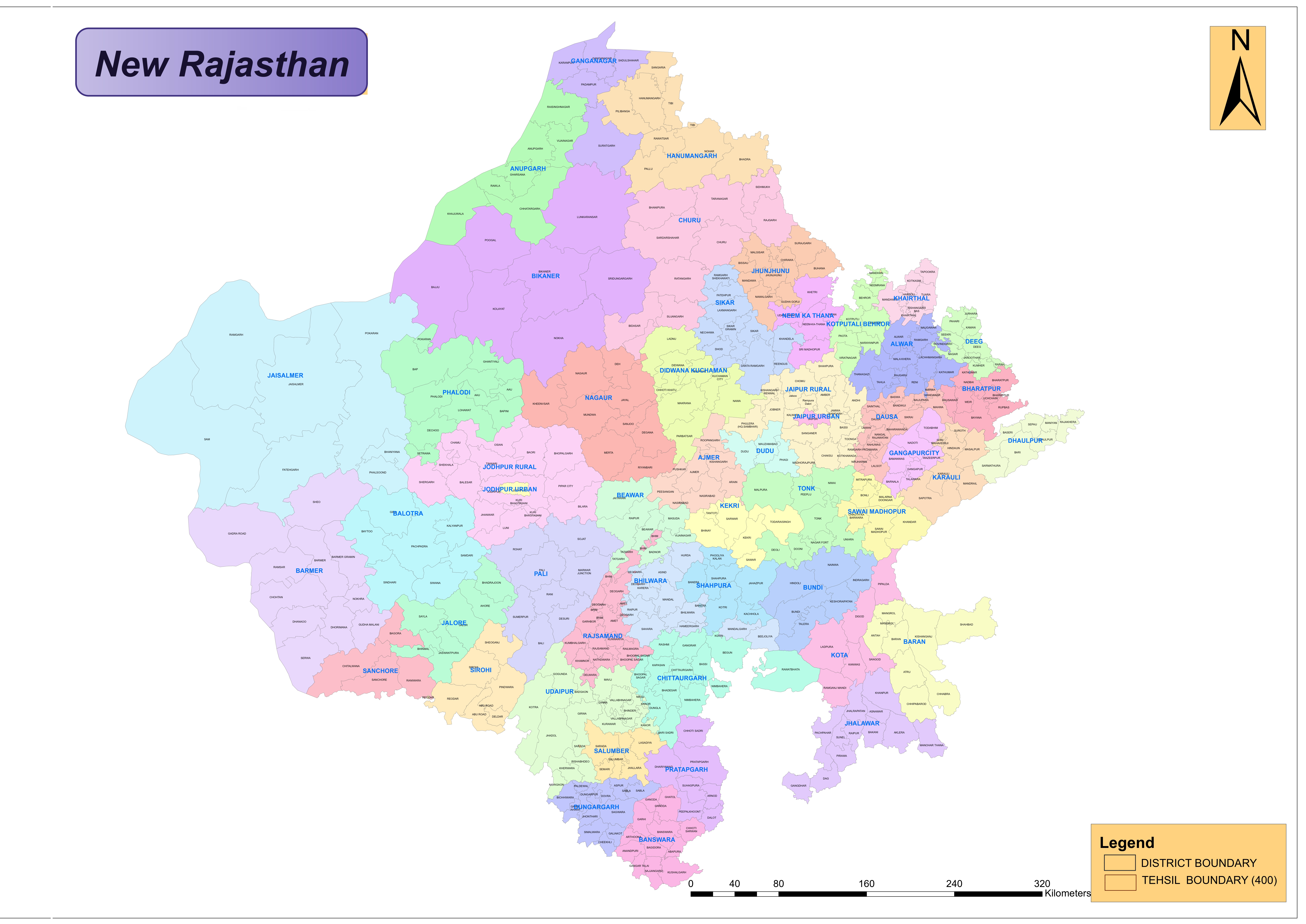
拉贾斯坦邦行政区划

拉贾斯坦邦分为7个专区，下辖41个县。
| 专区           | 县 |
| -------------- | --- |
| 阿傑梅爾專區   | 阿傑梅爾縣 贝阿瓦尔縣 納高爾縣 栋格县 迪德瓦纳-库查曼县 （ 英语 ： Didwana-Kuchaman district） 皮爾瓦拉縣                                   |
| 婆罗多布尔專區 | 婆罗多布尔县 德埃格县 （ 英语 ： Deeg district） 托尔布尔县 格劳利县 瑟瓦伊马托布尔县                                           |
| 比卡内尔专区   | 比卡內爾縣 斯里根加讷格尔县 赫努曼格尔县 久魯縣                                                                    |
| 斋浦尔专区     | 齋浦爾縣 阿爾瓦爾縣 凯尔塔尔-蒂贾拉县 （ 英语 ： Khairthal-Tijara district） 達烏薩縣 科特普特利-贝赫罗尔县 （ 英语 ： Kotputli-Behror district） 琼丘农县 錫格爾縣 |
| 焦特布尔专区   | 巴爾梅爾縣 傑伊瑟爾梅爾縣 帕洛迪县 （ 英语 ： Phalodi district） 焦特布爾縣 賈洛爾縣 巴利縣 锡罗希县 巴洛特拉县 （ 英语 ： Balotra district）      |
| 科塔专区       | 巴蘭縣 本迪縣 恰拉瓦尔县 科塔縣                                                                                    |
| 乌代布尔专区   | 烏代布爾縣 萨卢姆巴尔县 （ 英语 ： Salumbar district） 吉多尔格尔县 拉吉薩曼德縣 班斯瓦拉縣 普拉塔普加尔县 栋格尔布尔县             |

## 经济

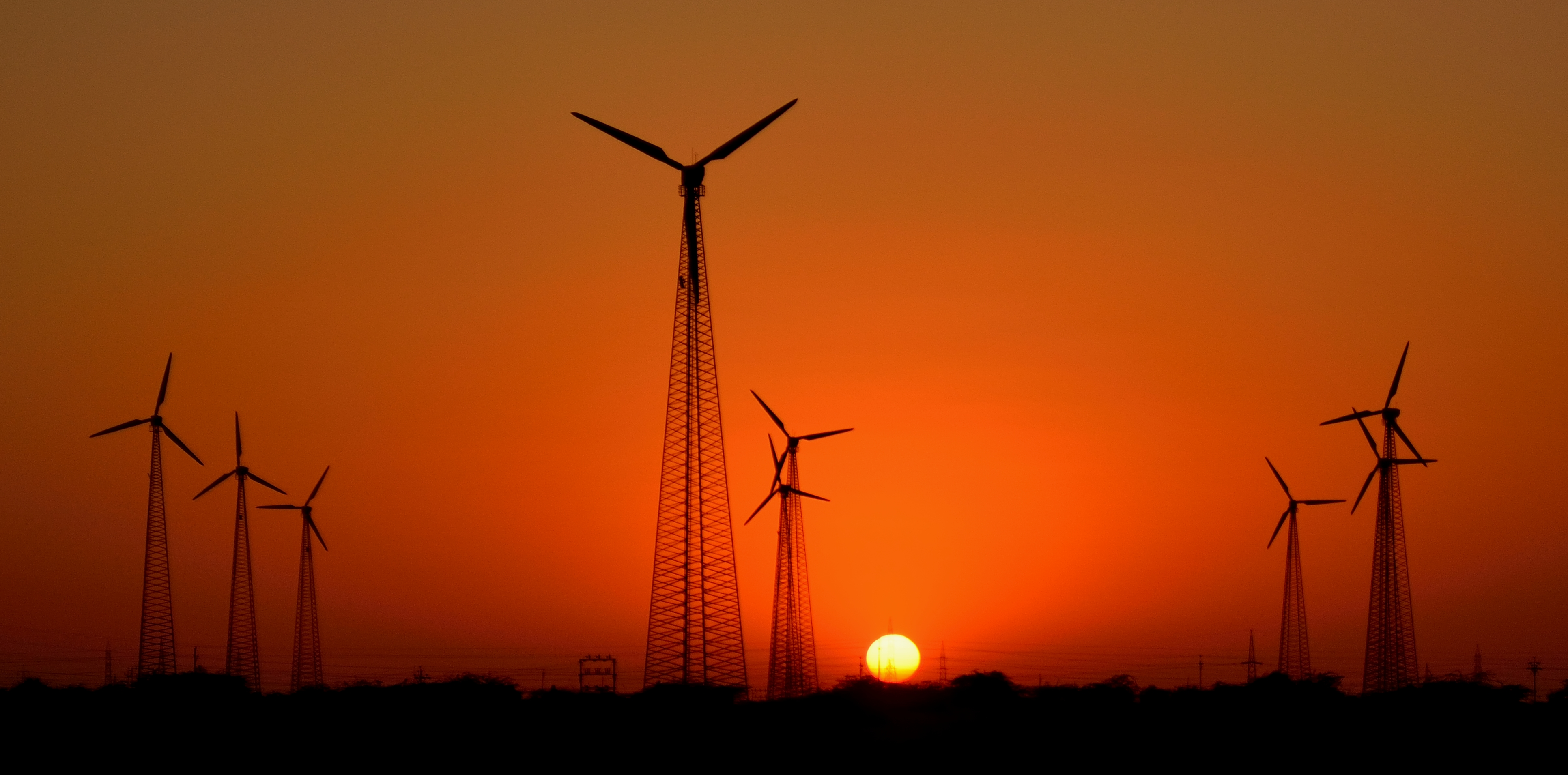
杰伊瑟尔梅尔北郊的风力发电机

拉贾斯坦邦的经济以农业和牧业为主。主要种植小麦、大麦、荚果、甘蔗、棉花、烟草等。其食用油、绵、鸦片产量位居印度第一。第二产业主要是矿业、农产品加工业、纺织业，是采石业和矿业大邦。盐矿区为萨姆巴尔，铜矿区为凯特里、琼丘农，锌矿区为達里巴。低硅石灰石储量丰富。泰姬陵的大理石料开采自默格拉纳。焦特布尔的砂岩是地标建筑及居民楼的重要原料。其聚酯纤维、水泥产量位居印度第二。南部的科塔是重要的化工基地。
近年来，拉贾斯坦邦的可再生能源产业发展较快，以太阳能为主，为该邦贡献大量电能，于2019年实现全邦人口用电。巴德拉太阳能园区装机容量超过2.2吉瓦峰值功率，是印度规模最大的光伏电站园区。
拉贾斯坦邦位在孟买-德里工业走廊规划区域之内，面积占总规划区域的39%，涵盖了斋浦尔、阿尔瓦尔、科塔和皮尔瓦拉等城市。
旅游业也是该邦经济的重要部门，占该邦经济产值的16%。斋浦尔、乌代布尔、焦特布尔、比卡内尔、杰伊瑟尔梅尔都是旅游胜地，亦带动手工业发展。

## 交通

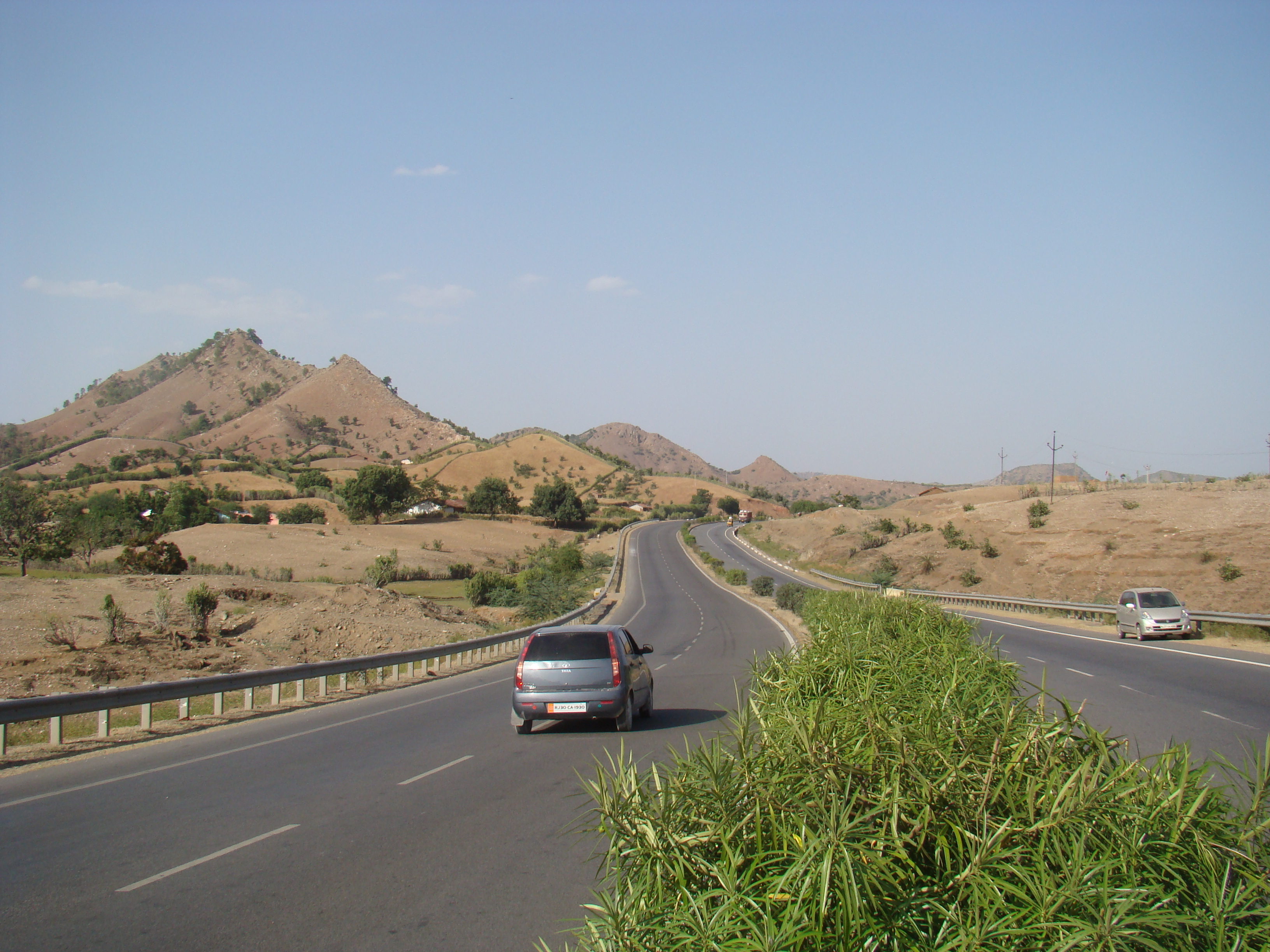
48号国道（NH 48），乌代浦至艾哈迈达巴德段

拉贾斯坦邦公路网庞大，总里程达269028公里。共有33条国道经过，总长达10004.14公里。其中，48号国道（原8號）联通孟买和德里，途径该邦的斋浦尔和乌代浦。其中一部分为斋浦尔—吉申格尔高速公路。由于车辆拥堵，公路车速在50至60公里每小时；在交通条件欠佳的村镇地带，车速可低至25至30公里每小时。
该邦的铁路里程占全印度的8.66%，斋浦尔是印度铁路西北区域总部驻地。斋浦尔、阿杰梅尔、比卡内尔是三大铁路重镇，车站最为繁忙。科塔铁路段已实现电气化。斋浦尔至孟买的超快线（Superfast Express）是印度时速最高的超快线。焦特布尔至巴基斯坦卡拉奇之间有国际铁路——塔尔快线。斋浦尔市内建有齋浦爾地鐵，于2015年6月营运，是拉贾斯坦邦唯一有地铁的城市。此外，穿越印度中部和西北部的豪华旅游列车摩诃罗阇快线亦主要途径拉贾斯坦邦。
斋浦尔国际机场是拉贾斯坦邦的航运中心，也是该邦唯一的国际机场，运营飞往阿联酋的迪拜、沙迦，阿曼马斯喀特及泰国曼谷的国际航线。焦特布尔、乌代浦、阿杰梅尔、比卡内尔、杰伊瑟尔梅尔建有民航机场，运营飞往孟买、加尔各答、海得拉巴、金奈、班加羅爾的航线。

## 社会

### 人口
拉贾斯坦邦语言分布（2011）
拉贾斯坦邦宗教分布（2011）
根据2011年印度人口普查，拉贾斯坦邦人口达68,548,437，占印度总人口5.66%。性别比例低于全国平均值。民族以拉贾斯坦人为主，此外还有1947年印巴分治以后迁入的信德人。
宗教方面，印度教教徒占88.49%，为第一大宗教，穆斯林占9.07%，锡克人占1.27%，耆那教信徒占0.91%。拉贾斯坦邦西南部是耆那教白衣派的中心，北部和东部也是天衣派信仰的重地。
根据不同统计分析，邦内的婆罗门种姓人口占比在7%至12.5%。据2018年统计，表列种姓人口占18%，表列部落占13%。族群方面，贾特人占12%，古尔贾尔人和拉杰普特人各占9%，部落民族米纳人占7%；婆罗门占7%。
城市方面，最大城市是齋浦爾，人口达307.3万。焦特布尔、科塔为余下两座人口为一百万级的城市。

### 语言
拉贾斯坦邦的官方语言是印地语，英语为额外官方语言。
拉贾斯坦邦的本地语言以拉贾斯坦语为主，邦内多数人口的母语都可归类为拉贾斯坦语，而大多数拉贾斯坦语母语者习惯将之视为印地语的方言。北部有旁遮普语和巴格尔语人口分布。东北部有谢卡瓦特语和敦达尔语，不过这两种语言正逐渐和哈里亚纳邦及首都德里流行的哈里亚维语混同；梅瓦特地区使用梅瓦特语；最东端有布拉杰语人口。东南部有哈里亚维语分布。西部沙漠地带分布有马尔瓦尔语。南部梅瓦尔地区有梅瓦尔语；瓦加德山区有瓦格德语分布，是一种比尔语言，属部落语言。
拉贾斯坦邦教育系统实行“三种语言”教学分配制度，分别是：第一语言印地语，第二语言英语，第三语言古吉拉特语、旁遮普语、梵语、信德语、乌尔都语。

### 教育
拉贾斯坦邦的教育系统采用10+2+3学制，包括中小学基础教育、短期大学及高等教育。以印地语和英语为教学语言。邦内共有52所大学，其中有26所邦立大学，1所中央大学；焦特布尔设有印度理工學院、国立法律大学校区，乌代浦设有印度管理学院校区，斋浦尔设有国立理工学院校区。科塔则以工程和医学考试培训教育闻名。
为了在全邦推广阅读，该邦政府已在乡村潘查亚特一级设立图书馆，各大公立图书馆亦都实现了数字化。

## 文化

### 美术

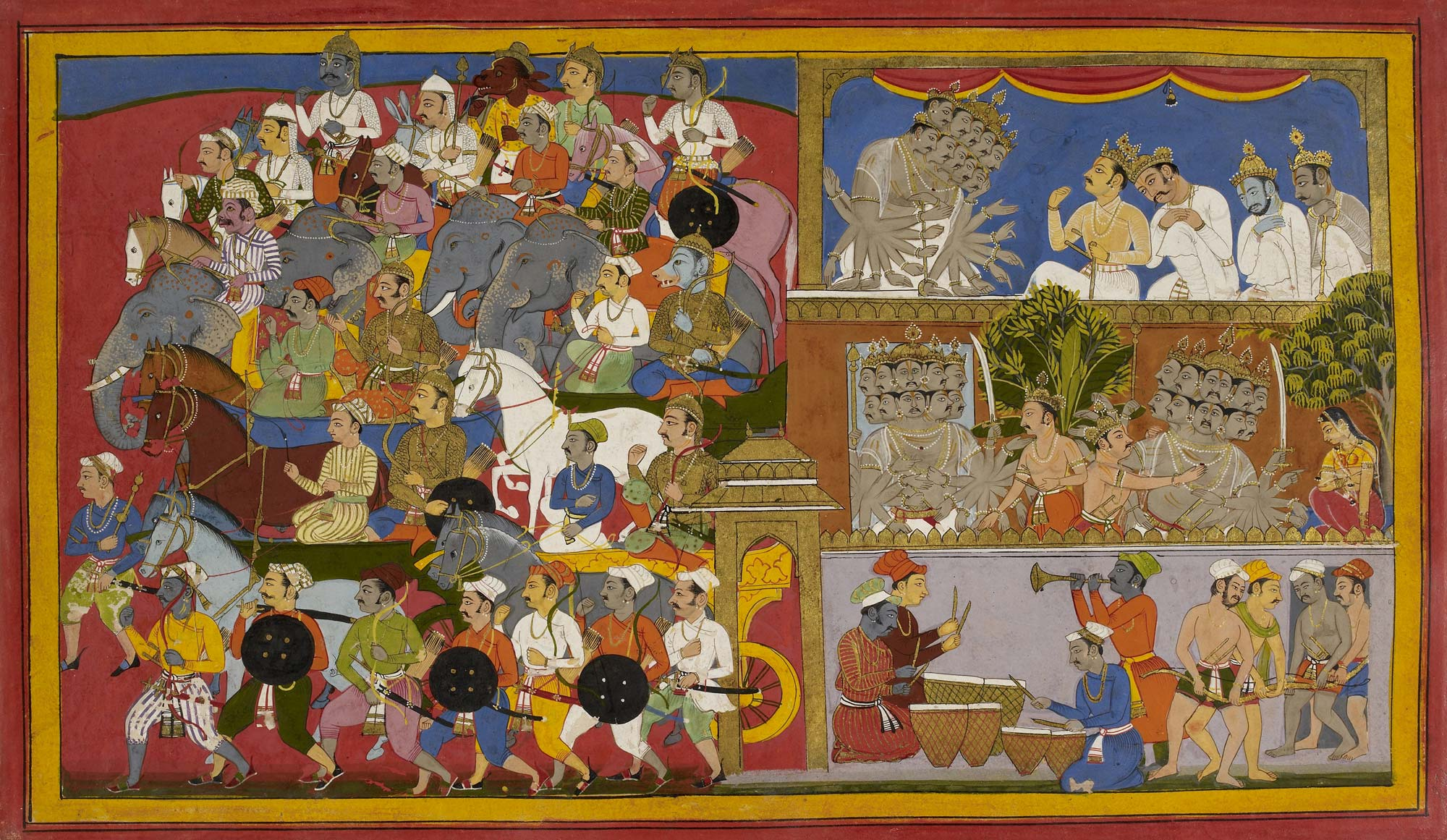
17世纪拉杰普特绘画，描绘《罗摩衍那》故事场面，现藏于大英图书馆

拉贾斯坦邦以其多彩精湛的传统美术闻名。中世纪时，以11世纪至15世纪的耆那教手稿的插画为代表，如《仪轨经》插画，画风纤细、色彩绚丽。拉杰普特绘画兴起于16世纪晚期的拉吉普特宫廷，结合了莫卧儿细密画风格和印度本土审美，题材多是印度教史诗，是莫卧儿时代印度教艺术的代表。
当代工艺美术方面，拉贾斯坦邦的纺织品、手工艺品、珠宝皆以精湛闻名，纺织品、珠宝是拉贾斯坦邦的前两大出口产品门类。拉贾斯坦的服装工艺善用大量反射饰品和刺绣作装饰，如戈塔风格刺绣，亦可见于拉贾斯坦女性的短衣长裙查尼亚-乔利。印花和刺绣工艺品是该邦的典型出口品。木制家具、地毯、蓝陶也是常见的手工艺品。拉贾斯坦邦当局也重视手工艺发展，是首个颁布手工艺产业政策的邦。

### 音乐和舞蹈
舞蹈方面，斋浦尔和焦特布尔流行的古马尔舞以及卡尔贝利亚部落舞蹈比较闻名。
拉贾斯坦的民间音乐，歌词主题传统上以歌颂英雄事迹和爱情故事为主，也包括倡导虔诚奉爱的宗教歌曲，常有多拉克鼓、锡塔琴、萨朗吉琴伴奏。

### 建筑
拉贾斯坦邦的传统建筑以城堡和宫殿闻名，有着丰厚的建筑文化遗产，斋浦尔、拉贾斯坦邦的山地要塞、简塔·曼塔天文台已列入联合国教科文组织世界遗产名录。由于当地气候干燥，拉贾斯坦建筑常开辟階梯井，及称为坦卡的有盖水槽。贾利石雕网板也是一大特色。许多城市还留有莫卧儿时代的联排住宅哈韦利。
11世纪兴起的摩卢-瞿折罗建筑以装饰繁密闻名，主塔周围有多个副塔簇拥，外墙凹凸折角的轮廓颇为繁多，壁龛内的雕像工艺精细。内部装饰更为奢华，柱间飞拱构件非常显眼，且是纯装饰性的构件，并无力学作用。这种风格如今一直由耆那教神庙沿用，传播至印度乃至世界各地。

### 饮食

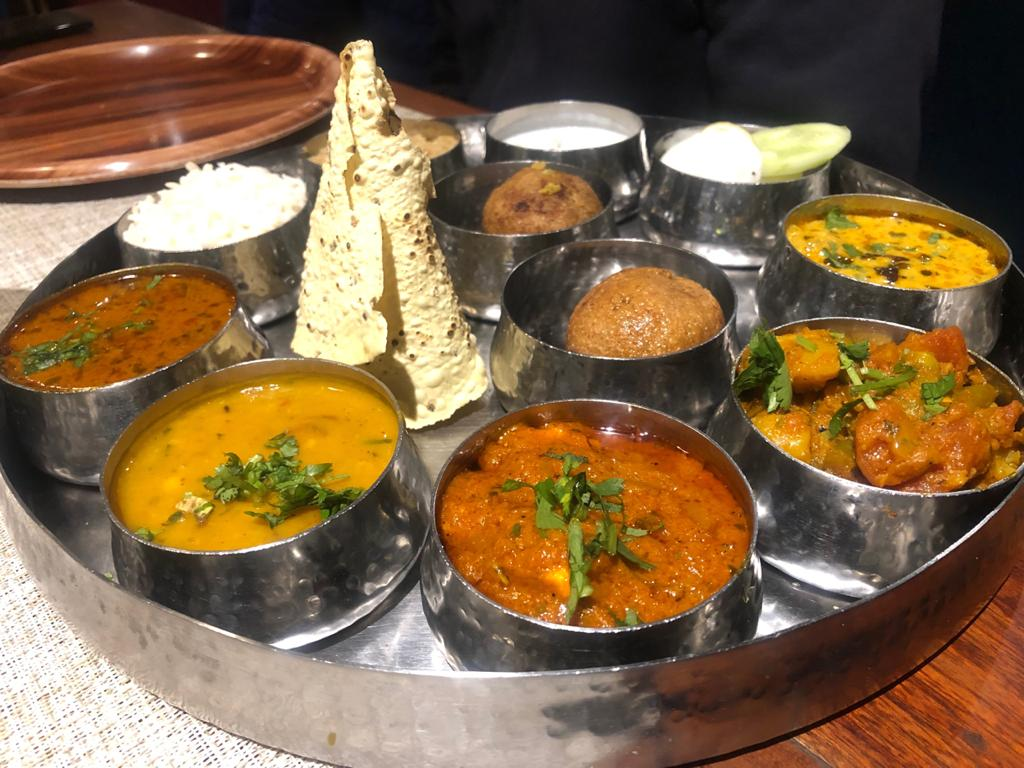
拉贾斯坦饮食

由于气候干旱，且当地居民有战争传统，拉贾斯坦饮食以能长时间保存及无需加热的即食食品为特色。例如浓郁而辛辣的腌菜，沙漠杂草制成的潘奇库塔（Panchkuta），酥脆小食布贾等。酥油是拉贾斯坦不可或缺的调味料。
达尔-巴蒂是拉贾斯坦邦十分流行的菜肴，即印度扁豆湯和巴蒂硬小麦卷，传统的食用方法是先将巴蒂大体撕碎，然后在上面浇上酥油，辅以扁豆汤、辣酱食用。在拉贾斯坦邦，宗教仪式、婚礼、生日宴等大小庆典场合中都可见到这种菜肴。
源于马尔瓦尔地区的马尔瓦尔素食馆（Marwari Bhojnalaya）如今在印度各地都很常见，提供各式马尔瓦尔素食。

### 节日
拉贾斯坦邦的主要节日有排燈節、侯丽节、甘高尔节、蒂杰节、戈加吉节、摩羯节、黑天诞。甘高尔节在每年印曆一月，全邦妇女會祭拜湿婆之妻雪山神女，祈求農業丰收、婚姻幸福、多子多孙。戈加吉节则是为了祭拜拉贾斯坦民间英雄戈加吉，人们相信他能保护信徒免受毒蛇及邪恶势力侵害。

## 延伸阅读
- Bhattacharya, Manoshi. 2008. The Royal Rajputs: Strange Tales and Stranger Truths. Rupa & Co, New Delhi.
- Gahlot, Sukhvirsingh. 1992. RAJASTHAN: Historical & Cultural. J. S. Gahlot Research Institute, Jodhpur.
- Somani, Ram Vallabh. 1993. History of Rajasthan. Jain Pustak Mandir, Jaipur.
- Tod, James & Crooke, William. 1829. Annals and Antiquities of Rajasthan or the Central and Western Rajpoot States of India,. Numerous reprints, including 3 Vols. Reprint: Low Price Publications, Delhi. 1990. ISBN 81-85395-68-3 (set of 3 vols.)
- Mathur, P.C., 1995. Social and Economic Dynamics of Rajasthan Politics (Jaipur, Aaalekh)

## 外部連結
- Official Site of the Government of Rajasthan, India （页面存档备份，存于）
- Official Tourism Site of Rajasthan, India （页面存档备份，存于）
- OpenStreetMap上有關拉贾斯坦邦的地理